# Видео хостинг
Видео хостинг услуга (на английски: video hosting service) е онлайн услуга, която позволява на потребителите да качват видеоклипове на Интернет уебсайт. Видео хостът съхранява това видео на своите сървъри и така позволява на различни потребители да го гледат онлайн. Друго наименование на сайта е сайт за видео споделяне. Примери за такива сайтове са американските YouTube и Vimeo, канадската Rumble и българските vbox7, videoclip.bg ,Playtube.tv и Вютуб7.
Услугата е най-често безплатна.